# Anâr Darreh (district)
Anâr Darreh est l'un des onze districts de la province de Farâh en Afghanistan.
Sa population, qui est composée d'environ 70 % de Tajiks et de 30 % de Pashtouns, est estimée à 30 000 habitants en janvier 2005.
La capitale administrative du district est Anâr Darreh. Elle est située à une altitude de 801 m avec une population d'environ 13 000 personnes.